# Sarcoramphus
A Sarcoramphus a madarak (Aves) osztályának újvilági keselyűalakúak (Cathartiformes) rendjébe, ezen belül az újvilági keselyűfélék (Cathartidae) családjába tartozó nem.

## Rendszerezés
A nembe az alábbi 1 recens faj és 2 fosszilis faj tartozik:
- királykeselyű (Sarcoramphus papa) (Linnaeus, 1758) - típusfaj[1]
- †Sarcoramphus fisheri késő pleisztocén; Peru[2]
- ?†Sarcoramphus kernense középső pliocén; Délnyugat-Észak-Amerika[3]